# Keebet von Benda-Beckmann
Cornelia Elisabeth von Benda-Beckmann-Droogleever Fortuijn, genannt Keebet von Benda-Beckmann, (* 20. Dezember 1946 in Den Haag; † 5. Oktober 2022 in Amsterdam) war eine niederländische Rechtsethnologin. Sie war eine international anerkannte Wissenschaftlerin auf dem Gebiet der. Rechtsethnologie und prägte das Fach durch ihre Forschungsarbeiten maßgeblich.

## Familie
Keebet war mit Franz von Benda-Beckmann verheiratet und hatte zwei Kinder.

## Leben
Keebet von Benda-Beckmann wuchs in den Niederlanden auf und absolvierte dort ihre Ausbildung. Nach ihrem Jurastudium in Amsterdam zog sie gemeinsam mit Franz von Benda-Beckmann nach Zürich. Während der Vorbereitung auf eine anthropologische Studie über Konfliktmanagement in West-Sumatra, Indonesien, arbeitete sie als Assistentin für Rechtssoziologie an der Universität Zürich.
1977 kehrte das Paar in die Niederlande zurück. Keebet arbeitete zunächst an der Universität Leiden, lehrte kurzzeitig in Wageningen und übernahm 1982 eine Stelle für Rechtsanthropologie und -soziologie an der juristischen Fakultät der Erasmus-Universität Rotterdam. 1984 promovierte sie an der Universität Nijmegen mit einer Arbeit zum Thema „Dorfjustiz und staatliche Gerichte in Minangkabau“. Gemeinsam mit ihrem Mann forschte sie 1985–1986 auf den Molukken über soziale Sicherheit unter den Bedingungen des Rechtspluralismus. Darüber hinaus entwickelte das Paar größere Forschungsprogramme zur sozialen Sicherheit in Rotterdam und Wageningen.
1998 erhielt sie eine Professur für Anthropologie des Rechts an der Erasmus-Universität Rotterdam.
Ab 2000 leitete sie gemeinsam mit ihrem Mann Franz von Benda-Beckmann die Projektgruppe Rechtspluralismus am Max-Planck-Institut für ethnologische Forschung (MPI) in Halle/Saale und ermöglichte dort 2012 den Aufbau der dritten Abteilung Recht und Ethnologie. 2003 wurde von Benda-Beckmann zur Honorarprofessorin für Ethnologie an der Universität Leipzig und 2004 zum Honorarprofessor für Rechtspluralismus an der Universität Halle ernannt. Nach Gründung der Abteilung Recht und Anthropologie zog sie mit ihrem Mann nach Amsterdam, blieb dem MPI aber verbunden.
Keebet von Benda-Beckmann hat – teils gemeinsam mit ihrem Mann Franz von Benda-Beckmann – zahlreiche Bücher und Artikel zu den Themen Rechtsvielfalt, soziale Sicherheit, Menschenrechte sowie Recht und Entwicklung in meist führenden Zeitschriften ihres Faches publiziert und war in vielen nationalen und internationalen Gremien tätig. Gemeinsam mit ihrem Mann war sie unter anderem Mitbegründerin der „International Commission on Legal Pluralism“ der „International Union of Ethnological and Anthropological Sciences“.

## Publikationen (Auswahl)
Von Benda-Beckmann veröffentlichte zahlreiche wissenschaftliche Bücher und Artikel, darunter:
- Franz von Benda-Beckmann, Keebet von Benda-Beckmann: Gesellschaftliche Wirkung von Recht: Rechtsethnologische Perspektiven (= Reimer Kulturwissenschaften). Dietrich Reimer Verlag, Berlin 2023, ISBN 978-3-496-02804-8.
- Franz von Benda-Beckmann, Cornelia Elisabeth von Benda-Beckmann-Droogleever Fortuijn: Political and legal transformations of an Indonesian polity: the Nagari from colonisation to decentralisation. Cambridge University press, Cambridge 2013, ISBN 978-1-107-03859-2.
- Keebet von Benda-Beckmann: Goyalnya Tangga Menuju Mufakat. Grasindo, Jakarta 2000 (indonesische Übersetzung von „The broken stairways to consensus“).
- Keebet von Benda-Beckmann: Transnationale dimensies van rechtspluralisme. Gouda Quint, Deventer 1999.
- Keebet von Benda-Beckmann: The broken stairways to consensus: Village justice and state courts in Minangkabau. Foris Publications, KITLV Press, Dordrecht/Leiden/Cinnaminson 1984 (Verhandelingen van het Koninklijk Instituut voor Taal-, Land- en Volkenkunde, Band 106).
- Franz von Benda-Beckmann, Keebet von Benda-Beckmann: Transformasi Politik dan Hukum: Nagari di Sumatra Barat dari Kolonisasi ke Desentralisasi. Buku Yaysan Pustaka Obor Indonesia, Jakarta 2021.
- Franz von Benda-Beckmann, Keebet von Benda-Beckmann: Social security between past and future: Ambonese networks of care and support. LIT, Münster 2007.
- Franz von Benda-Beckmann, Keebet von Benda-Beckmann, A. Miko, A. Zetra, Indraddin: Kembali ke nagari: pengumpulan data-data dasar tentang perubahan dalam pemerintahan lokal di Minangkabau. Project Group Legal Pluralism, Max Planck Institute for Social Anthropology and SCDev, Halle/Saale/Padang 2005.
- Keebet von Benda-Beckmann, E. Leatemia-Tomatala: De emancipatie van Molukse vrouwen in Nederland. Jan van Arkel, Utrecht 1992.
- Tatjana Thelen, Larissa Vetters, Keebet von Benda-Beckmann (Hrsg.): Stategraphy: toward a relational anthropology of the state. Berghahn, Oxford/New York 2018.
- Franz von Benda-Beckmann, Keebet von Benda-Beckmann, Melanie Wiber (Hrsg.): Changing properties of property. Berghahn, Oxford/New York 2009.